# Carreu (Abella de la Conca)
La vall de Carreu forma part del municipi d'Abella de la Conca, tot i que geogràficament pertany a la Conca de Dalt, tot, però, a la comarca del Pallars Jussà.
El 1812 es promulga la constitució espanyola coneguda com a Constitució de Cadis. En el seu articulat es preveu que es constitueixin els ajuntaments, en funció de la mateixa estructura existent anteriorment. En aquell moment es crea el municipi modern de Boixols i Casas de Carreu, que abans del 1877 apareix ja unit al d'Abella de la Conca. Així, doncs, el poble i la vall de Carreu eren compreses en el municipi de Bóixols.
És també escenari de la novel·la de ficció Nit, de Joan Maria Arenas.

## Etimologia
Joan Coromines explica que en la formació del topònim Carreu actua el nom preromà de la roca, karri, que dona també per un costat Carrànima, i per l'altre, tot de topònims de zones muntanyoses que tenen l'element quer-: Queralbs, Querol, el Querforadat, etcètera.
És un topònim documentat des del segle x, tot i que no es pot assegurar si el document on es troba l'esment de Carreu es refereix a aquest poble disseminat, o bé a la casa i església de Carreu del proper terme de Gavarra, actualment pertanyent al Coll de Nargó.

## Geografia
La vall discorre de llevant cap a ponent, i està emmarcada per dues serralades altes, al nord la serra de Boumort i les seves serres secundàries, que ateny els 2.077 metres al Cap de Boumort. Tanmateix, el terme d'Abella de la Conca no arriba al seu cim: el termenal discorre pels seus vessants meridionals, a l'altura d'uns 1.900 m d'altitud, tot i que arriba als 2.003 m a prop de la Creueta i la Coma del Pi.

La Vall de Carreu, respecte del terme d'Abella de la Conca

Tot el límit nord-oest de la vall de Carreu és termenal amb l'actual municipi de Conca de Dalt, en el que correspon a l'antic terme d'Hortoneda de la Conca.
Des d'aquest punt, que és el més septentrional del terme d'Abella de la Conca, el termenal baixa cap al sud-oest i cap al sud-est sense seguir cap sistema orogràfic concret. En direcció sud-oest, va a buscar el Serrat Blanc, baixant gradualment cap als 1.700 i després els 1.500 m d'altitud, fins que va a trobar el barranc de la Malallau, que fa de termenal fins que trobar el riu de Carreu, a 925 m d'altitud. D'aquí, el termenal puja sobtadament cap al sud-oest en direcció a lo Tossalet, de la serra de Carreu, que té 1.639 m d'altitud.
En direcció sud-est, sí que segueix en certa manera una carena, baixant progressivament cap als 1.953 m d'altitud a la cinglera de los Racons, els 1.890 m a prop de Plandellet i els 1.872 m als Rocs de l'Esteve, des d'on el termenal baixa de sobte cap al riu de Carreu, passant pels Rocs de la Sàrria, a 1.670 m d'altitud, i troba el riu de Carreu pràcticament a la seva capçalera, a 1.500 m. Després, continua per l'altra banda cap al coll de Llívia, de 1.480 m, i s'enfila cap a la serra de Carreu, on arriba entre el Grau de Queralt, de 1.709 m, i el Cap de Plan-de-riba, de 1.768 m.
Tot el límit sud d'aquesta vall és la serra de Carreu, la qual, a més dels cims ja esmentats, troba, de llevant a ponent, el Pical Ras, de 1.782 m d'altitud, i el Cap de Carreu, de 1.749,3 m. A banda i banda d'aquest cim, el més alt de la serra, hi ha dos antics passos de camins de muntanya: el Pas de Castellnou i el Coll Nadilla. Més a ponent, troba encara el Pas de la Ce, de 1.575 m., fins a arribar al ja esmentat Tossalet. Tot el vessant nord de la serra de Carreu, pertanyent a aquesta vall, forma part de l'Espai Natural de la Serra de Carreu i Sant Corneli.
Aquesta vall està centrada en el riu de Carreu, i conté nombroses fonts, com la Font de la Menta, la Font de la Molina, etc. Rep nombrosos barrancs a banda i banda: del nord baixen el torrent del Clot del Grau, el barranc dels Cóms de Carreu, el barranc de la Creueta (que recull els barrancs de Galliner i de Baixera), i el de la Malallau, que ja hem esmentat com a termenal. Pel sud, rep tot de torrents curts que davallen de la serra de Carreu d'una manera molt vertical. El riu de Carreu davalla sempre cap a ponent, entra dins del terme de Conca de Dalt, i s'aboca en la Noguera Pallaresa en les actuals aigües de l'Embassament de Sant Antoni a l'altura del poble d'Aramunt.
L'accés més fàcil a aquesta vall és a través d'una pista que surt de Pessonada, en el terme de Conca de Dalt; per tant, per tal d'accedir-hi des d'Abella de la Conca, cal anar cap a Tremp, la Pobla de Segur, el Pont de Claverol, Sant Martí de Canals i Pessonada. Hi ha un camí més curt, però també és prou llarg i de difícil accés en moltes èpoques de l'any. És a través de Bóixols, desviant-se un tros per la carretera de Montanissell i emprenent al cap de poc una pista cap al nord, que a la llarga mena a Hortoneda. En arribar al coll de Llívia, cal seguir una altra pista, que baixa cap al sud-oest i duu a Carreu en un recorregut de vegades difícil.
A peu o per camins de bast hi ha camins més directes, que són els que servien de vies de comunicació fins a l'aparició dels automòbils. Són camins que remuntaven la serra de Carreu pels diversos passos que hi havia i anaven de dret a l'antic poble de Carreu.

## El poble de Carreu

Carreu, respecte del terme d'Abella de la Conca

Actualment del tot deshabitat i abandonat, Carreu (o les Cases de Carreu) era un típic poble d'alta muntanya, amb poblament totalment dispers. És al mig de la vall, i tenia antigues masies i bordes, també totes ara despoblades, com la Molina de Carreu, Capdecarreu (al lloc més enlairat del fons de la vall, i que formava un grup de cases o bordes a 1.390 m d'altitud), la Casa de Pla del Tro, la Casa Hortó, i encara altres topònims que evidencien l'antiga existència de poblament, com Claverol o Santa Cristina, per exemple. Aquest poble l'any 1900 conservava 15 cases habitades, amb 41 habitants.
De la importància en temps allunyats del poble de Carreu, en són testimonis les restes de dues esglésies: Sant Pere de Carreu dels Prats (o de la Molina), i la Mare de Déu de Carreu. Sant Pere de Carreu és esmentat ja el 1050, en la venda feta pels comtes Bernat i Estefania, muller seva, a l'abat del monestir de Gerri, però la documentació que es coneix deixa dubtes sobre si es tracta d'aquest Carreu o del de Gavarra, com veurem tot seguit.
Pascual Madoz cita 7 cases enmig del bosc de Carreu, de mala construcció, més semblants a barraques o a coves que no pas a cases
Sant Pere de Carreu fou sufragània de la parròquia de Sant Joan de Montanissell, del terme de Coll de Nargó i comarca de l'Alt Urgell fins al 1904. En aquell any, després d'un reajustament territorial del bisbat d'Urgell, passà a l'arxiprestat de la Pobla de Segur, depenent de la parròquia de Pessonada. Tanmateix, al llarg de bona part dels segles xviii i xix, les inscripcions de baptismes, noces i defuncions es feren en els llibres sacramentals de la parròquia de Sant Esteve d'Abella de la Conca.
En diversos documents dels segles xi i xii apareix documentat un castell de Carreu, però la proximitat d'altres topònims similars a la mateixa zona planteja molts dubtes que es tractés del Carreu que ara ens ocupa. Pot tractar-se ben bé del Carreu existent en terme de Coll de Nargó, pertanyent a l'antic municipi de Gavarra.
Igualment, apareix en documents de la mateixa època, alguns d'ells són els mateixos que hem esmentat fa un moment, el castell de Rocaespana, o Rocaspana. Existeix un lloc anomenat d'aquesta manera al terme de Vilanova de Meià, de la Noguera, però el fet que el situï prop de Carreu i al nord de Basturs i d'Orcau fa que no pugui ser el de Vilanova de Meià.

## Masies de Carreu
| - Capdecarreu (grup de bordes) - Claverol | - Lo Cumó - Casa Hortó | - La Molina de Carreu - Casa de Pla del Tro |

## La partida rural deCarreu
Al llarg de tota la vall de Carreu s'estén la partida rural del mateix nom, que consta de 1.889,5096 hectàrees amb predomini de pinedes i de zones de matolls, bosquina i algunes pastures. Està formada per les parcel·les 1 a 9 del polígon 4 i 1 a 38 del polígon 5 d'Abella de la Conca. És tan extensa perquè pel fet d'integrar-se en el territori de la Reserva Nacional de Caça de Boumort, en el seu moment es van unificar totes les antigues partides en una de sola.